# Franz Moser (Politiker, 1901)
Franz Moser (* 6. Oktober 1901 in Schwertberg; † 28. August 1975 in Linz) war ein österreichischer Landwirt und Politiker.

## Leben
Moser übernahm 1926 den elterlichen Betrieb in Aisting, gründete dort 1932 die Feuerwehr Aisting-Furth und war bis 1938 deren Kommandant. Von 1934 bis 1938 war er Bürgermeister von Schwertberg und von 19. Dezember 1945 bis zum 8. November 1949 vertrat er die ÖVP als Abgeordneter zum Nationalrat. Seine politische Tätigkeit im Gemeinderat von Schwertberg nach 1945 (zeitweilig auch als Vizebürgermeister) endete 1970.